# 稳健统计
稳健统计是一種為避免受到記錄數據中的异常值影響而設計出來的统计方法。因為在实际问题中，大量的数据會存在过失误差，如果此時處理數據所用到的统计方法仅受到少许影响，就称這種統計方法具有稳健性。